# Askers landsfiskalsdistrikt
Askers landsfiskalsdistrikt var 1918-1941 ett landsfiskalsdistrikt i Örebro län, bildat när Sveriges indelning i landsfiskalsdistrikt trädde i kraft den 1 januari 1918, enligt beslut den 7 september 1917. Landsfiskalsdistriktet avskaffades den 1 oktober 1941 (genom kungörelsen 28 juni 1941) när Sverige fick en ny indelning av landsfiskalsdistrikt. Av dess ingående områden överfördes då Stora Mellösa landskommun till Glanshammars landsfiskalsdistrikt och kommunerna Asker och Lännäs till Sköllersta landsfiskalsdistrikt.
Landsfiskalsdistriktet låg under länsstyrelsen i Örebro län.

## Ingående områden

### Från 1918
Askers härad:
- Askers landskommun
- Lännäs landskommun
- Stora Mellösa landskommun